# Рыжов, Владимир Петрович
Влади́мир Петро́вич Рыжо́в (15 мая 1941, Таганрог, Ростовская область — 25 ноября 2019, Таганрог, Ростовская область) — российский учёный, специалист в области радиотехники, акустики. Музыкант, композитор. Доктор физико-математических наук (1989), профессор (1991). Заслуженный деятель Всероссийского музыкального общества (2008). Член Союза композиторов России (2012),

## Биография
Владимир Петрович Рыжов родился 15 мая 1941 года в Таганроге. Окончил таганрогскую школу № 10, затем, в 1963 году — Таганрогский радиотехнический институт (ныне Инженерно-технологическая академия ЮФУ). Над дипломом работал в Московском энергетическим институте.
Работал на кафедре теоретических основ радиотехники радиотехнического института на должностях от ассистента до профессора. В 1970 году защитил в Таганрогском радиотехническом институте кандидатскую диссертацию, в 1989 году — докторскую диссертацию. С 2007 года работал в Ростовской государственной консерватории им. С. В. Рахманинова в должности профессора кафедры музыкальной звукорежиссуры и информационных технологий.
Владимир Петрович имел 10 авторских свидетельств на изобретения, являлся автором около 200 научных работ. Под его научным руководством было подготовлено и защищено 8 кандидатских диссертаций.
Область научных интересов: гидроакустическая аппаратура, статическая радиотехника, электромузыкальные инструменты, методы информационного подхода к эстетическим явлениям. В институте создал курсы: «Компьютерный синтез звуков и электромузыкальные инструменты», «Психофизиологические основы аудиовизуальной техники», «Наука и искусство в инженерном деле».
Владимир Петрович Рыжов около 40 лет занимался музыкальным творчеством. Им созданы циклы фортепианных, камерных и вокальных сочинений, более 10 сонат для различных инструментов. Являлся музыкальным руководителем созданного при его участии музыкального объединения «Муза».
Выступал с концертами своих произведений в разных городах Северного Кавказа, России, Украины. Давал выступления в Московской консерватории. Состоит в редколлегии «Таганрог. Энциклопедия».
Действительный член Международной академии информатизации (1998).
Скончался 25 ноября 2019 года в Таганроге. Похоронен на Николаевском кладбище Таганрога.

## Семья
Старший сын Виктор (род. 1970) — профессор Северо-Иллинойского университета, скрипач.
Дочь Галина (1965—2009) — российский психолог и философ, кандидат психологических наук, доктор философских наук.
Младший сын Юрий (род. 1975) — доктор культурологии, кандидат технических наук, доцент, художник.

## Музыкальные сочинения
- «Гимн Таганрогу» (слова Л. Кирьяковой, В. Рыжова).
- «Отпусти!» (слова Л. Мелоса).
- «Поэма» для скрипки и фортепиано, «Романс» для фортепиано.
- «Память» (слова Л. Шикиной), «Плакат сорок второго» (сл. С. Брансбурга) //
- «Гимн Таганрогу» (сл. Л. Кирьяковой, В. Рыжова) // Альманах «Вехи Таганрога». Таганрог, 2002, № 13.
- Песни откровения // Песни и романсы на слова поэтов Дона для голоса и фортепиано. Ростов-н/Д., 2007.
- 5 песен о Таганроге // Песни о Таганроге. Таганрог, 2007.
- Сюита для двух флейт и фортепиано // Таганрог, Донская муза, 2015.
- Альбом настроений // фортепианные миниатюры. Таганрог, Донская муза, 2015.